# Uchida Kazuo
Uchida Kazuo (sinh ngày 18 tháng 4 năm 1962) là một cựu cầu thủ và huấn luyện viên bóng đá người Nhật Bản. Ông từng dẫn dắt Đội tuyển bóng đá quốc gia Guam từ 2011.